# Malecikovîci, Pustomîtî
Malecikovîci (în ucraineană Малечковичі) este un sat în comuna Solonka din raionul Pustomîtî, regiunea Liov, Ucraina.

## Demografie
Componența lingvistică a localității Malecikovîci
     Ucraineană (81,67%)
     Rusă (17,38%)
     Alte limbi (0,79%)
Conform recensământului din 2001, majoritatea populației localității Malecikovîci era vorbitoare de ucraineană (81,67%), existând în minoritate și vorbitori de rusă (17,38%).